# Euro Floorball Tour 2016 (Männer)
Die Euro Floorball Tour 2016 (EFT2016) der Männer wurde im April und November 2016 in Lausanne und Växjö ausgetragen.

## April

### Spiele
| Datum      | Uhrzeit | Mannschaften          | Resultat  |
| ---------- | ------- | --------------------- | --------- |
| 22.04.2016 | 17:00   | Tschechien – Schweden | 2-3       |
| 22.04.2016 | 20:00   | Schweiz – Finnland    | 4-5 n. P. |
| 23.04.2016 | 15:02   | Finnland – Tschechien | 8-4       |
| 23.04.2016 | 19:21   | Schweiz – Schweden    | 3-4 n. P. |
| 24.04.2016 | 12:00   | Finnland – Schweden   | 4-3       |
| 24.04.2016 | 15:00   | Schweiz – Tschechien  | 8-6       |

### Tabelle
| Rang | Mannschaft | Spiele | Siege | Niederlagen | T     | P |
| ---- | ---------- | ------ | ----- | ----------- | ----- | - |
| 1.   | Finnland   | 3      | 3     | 0           | 17-11 | 8 |
| 2.   | Schweden   | 3      | 2     | 1           | 10-9  | 5 |
| 3.   | Schweiz    | 3      | 1     | 2           | 15-15 | 5 |
| 4.   | Tschechien | 3      | 0     | 3           | 12-19 | 0 |

## November

### Spiele
| Datum  | Uhrzeit | Mannschaften          | Resultat |
| ------ | ------- | --------------------- | -------- |
| 04.11. | 13:00   | Finnland – Schweiz    | 9-5      |
| 04.11. | 19:10   | Schweden – Tschechien | 11-3     |
| 05.11. | 12:40   | Schweden – Schweiz    | 7-5      |
| 05.11. | 15:30   | Tschechien – Finnland | 3-10     |
| 06.11. | 09:15   | Schweiz – Tschechien  | 9-5      |
| 06.11. | 14:45   | Schweden – Finnland   | 7-2      |

### Tabelle
| Rang | Mannschaft | Spiele | Siege | Niederlagen | T     | P |
| ---- | ---------- | ------ | ----- | ----------- | ----- | - |
| 1.   | Schweden   | 3      | 3     | 0           | 25-10 | 9 |
| 2.   | Finnland   | 3      | 2     | 1           | 21-15 | 6 |
| 3.   | Schweiz    | 3      | 1     | 2           | 19-21 | 3 |
| 4.   | Tschechien | 3      | 0     | 3           | 11-30 | 0 |